# Grodzisko (Wyżyna Olkuska)
Grodzisko, zwane również Wzgórzem 502 lub Skałą 502 – najwyższe wzniesienie na Wyżynie Olkuskiej i drugie co do wysokości na całej Wyżynie Krakowsko-Częstochowskiej. Jest to ostaniec wierzchołkowy znajdujący się w miejscowości Jerzmanowice w odległości ok. 800 m na południowy zachód od drogi krajowej nr 94. Na jego szczycie znajduje się słup betonowy – polski znak topograficzny. Dawne pomiary geodezyjne z początku XX w. określiły wysokość skały na 502 m n.p.m., stąd dawna nazwa wzgórze 502. Nazwę Grodzisko nadali mu okoliczni mieszkańcy. Według nowszych pomiarów z początku lat 90. wysokość skały wynosi 513 m n.p.m.
Od wzgórza 502 w północnym kierunku ciągnie się pas ostańców wierzchowinowych. Kolejno są to: Grodzisko, Kapucyn, Słup, Soczewka i Polna Skałka. Należą one do grupy tzw. Ostańców Jerzmanowickich. Wszystkie wznoszą się na terenie niezabudowanym, wśród pól uprawnych i są niezalesione. Na szczyt Wzgórza 502 od wschodniej strony można wejść bez większych trudności. Dzięki temu jest ono często odwiedzane przez turystów. Z jego szczytu roztaczają się szerokie widoki. Oglądać można usłaną ostańcami Wyżynę Krakowsko-Częstochowską, widać Kraków, Garb Tenczyński, Beskidy, a przy bardzo dobrej widoczności nawet Tatry.
Wzgórze 502 jest udostępnione do wspinaczki skalnej i dla wspinaczy skałkowych jest jednym z ważniejszych obiektów. Tuż obok niego znajduje się druga, niewiele tylko niższa skała zwana Kapucynem (lub Ostrym Kamieniem), a pomiędzy nimi równy, trawiasty plac, na którym często urządzane są biwaki i parkowane samochody. Wspinacze skalni wyróżniają w obrębie Wzgórza 502 następujące formacje skalne:
- Duży Mur – ściana podcinająca północną część ostańca. Dla wspinaczy najbardziej interesująca jest jej część środkowa o wystawie północnej i północno-zachodniej. Ma wysokość 18 m i poprowadzono w niej (do 2008 r.) 18 dróg wspinaczkowych o stopniu trudności II – VI+ w skali trudności krakowskiej. Część lewa (ściana północno-wschodnia) ma wysokość 15 m, jest krucha i jest w niej jedna droga wspinaczkowa
- Ogródek Altruisty – ściana południowa o wysokości 20 m. Kominek dzieli ją na dwie nierówne części. W prawej części ściany w stronę kominka wznosi się zachód. W ścianie tej jest 13 dróg wspinaczkowych o stopniu trudności III – V+
- Patelnia i Cebulowy Okap – szeroka płyta z długim okapem w środkowej części ściany południowej. Okap w swojej górnej części przechodzi w strome zacięcie. 10 dróg wspinaczkowych
- Rekin – turnia oddzielona przełączką od pozostałej części masywu Wzgórza 502
- Aniołek – skalista grzęda tworząca prawe ograniczenie ściany Patelni. Opada na południe stromą granią do przełączki oddzielającej Rekina. W Aniołku i Rekinie 11 dróg wspinaczkowych
- Pokutnik – turniczka o dwóch wierzchołkach, od reszty masywu oddzielona przełączką. W ścianie północnej (10 m) i południowo-wschodniej (12 m) 12 dróg wspinaczkowych o stopniu trudności III-VI.2
- Ukwiał – połoga i częściowo przerośnięta kępkami traw ścianka za Pokutnikiem. Ma wysokość 12 m. 2 drogi wspinaczkowe (II i IV stopień)

Wzgórze 502 znajduje się na obszarze Parku Krajobrazowego Dolinki Krakowskie, cały ten zespół skałek ma status pomnika przyrody.

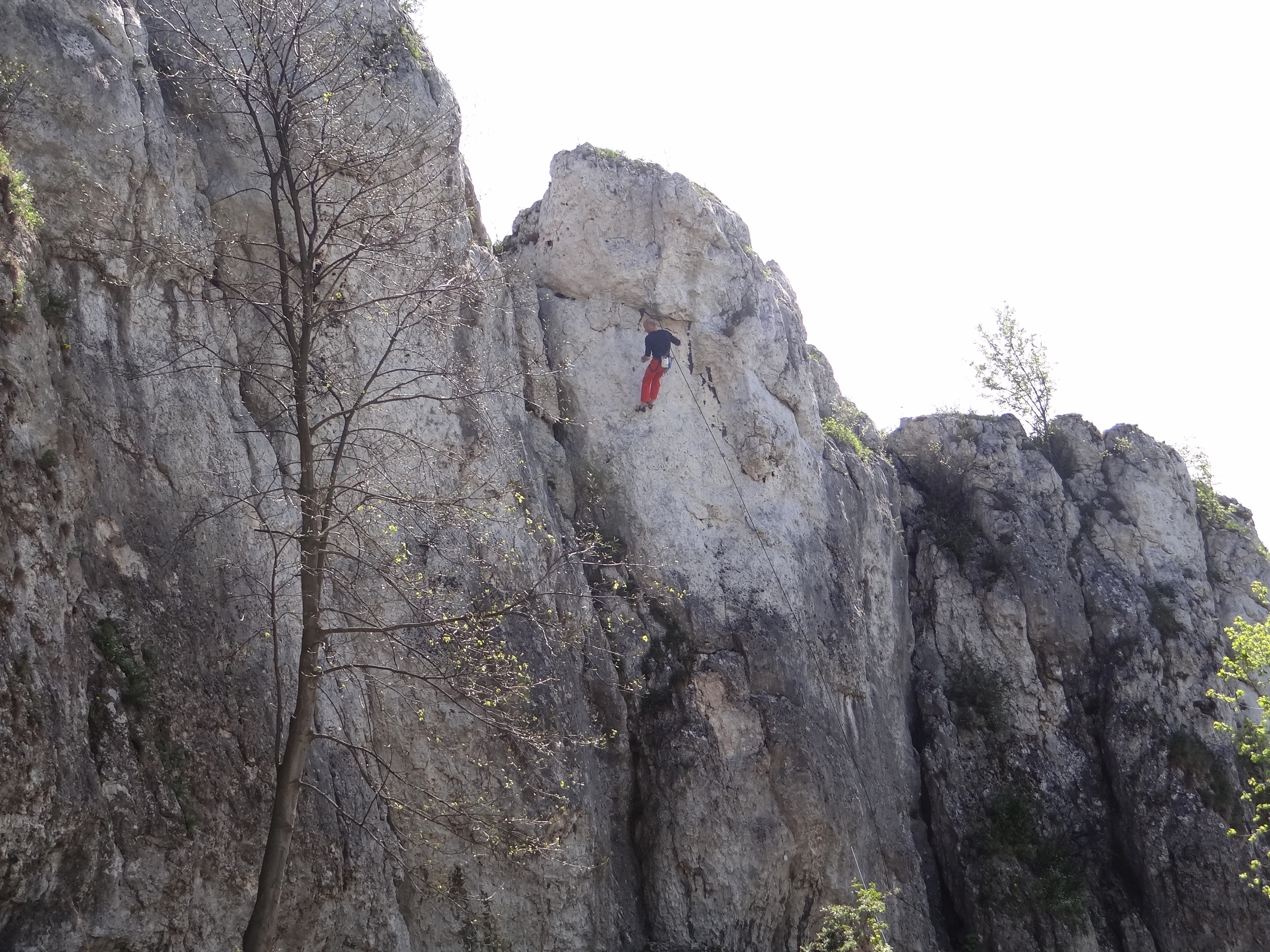
Duży Mur
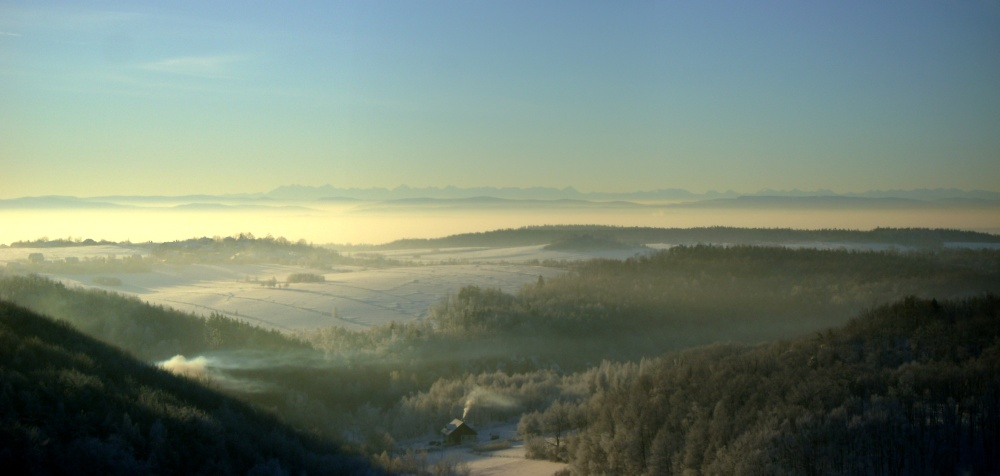
Tatry Wysokie widziane z góry Grodzisko
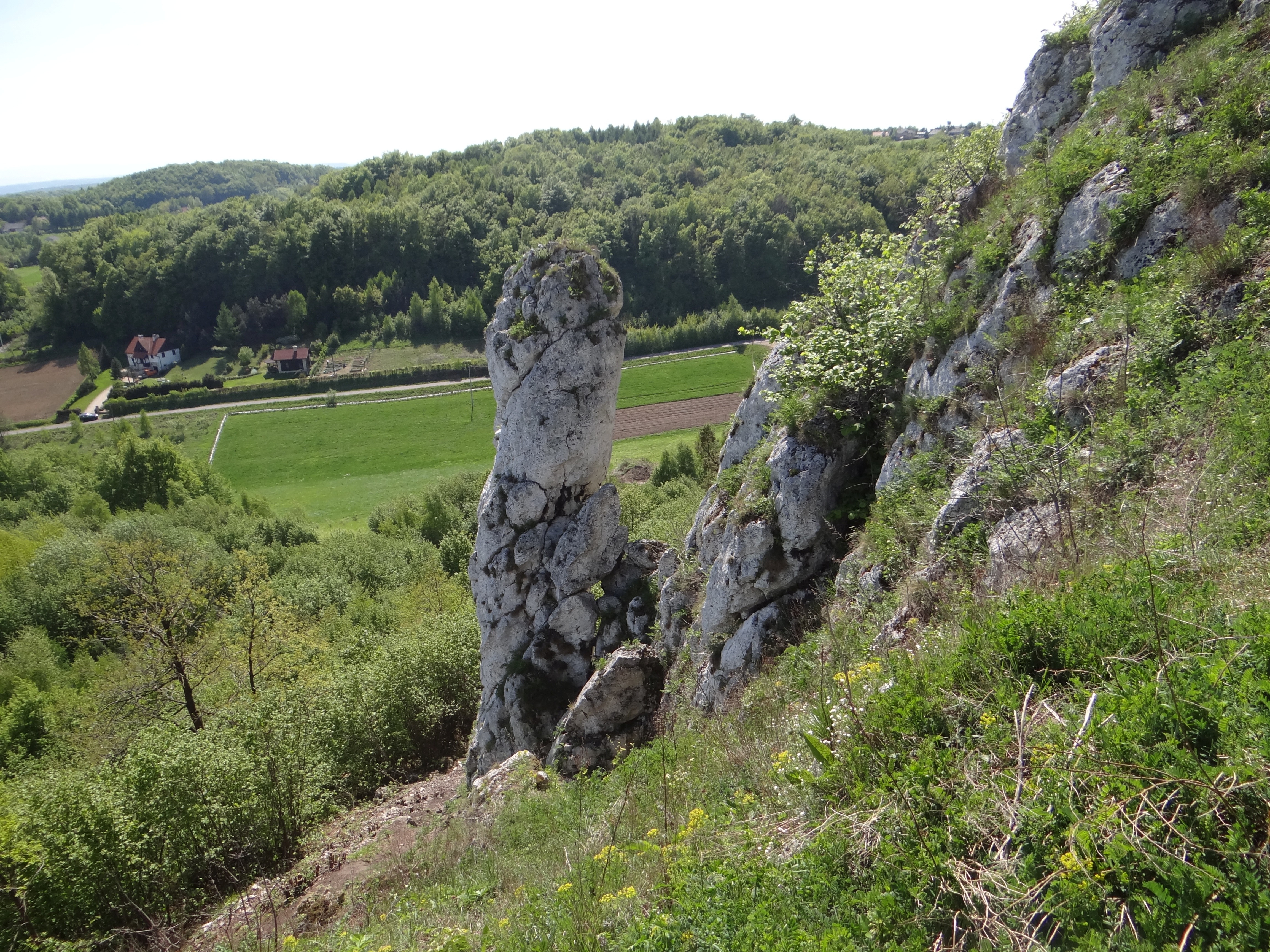
Igła skalna na wschodniej stronie Wzgórza 502
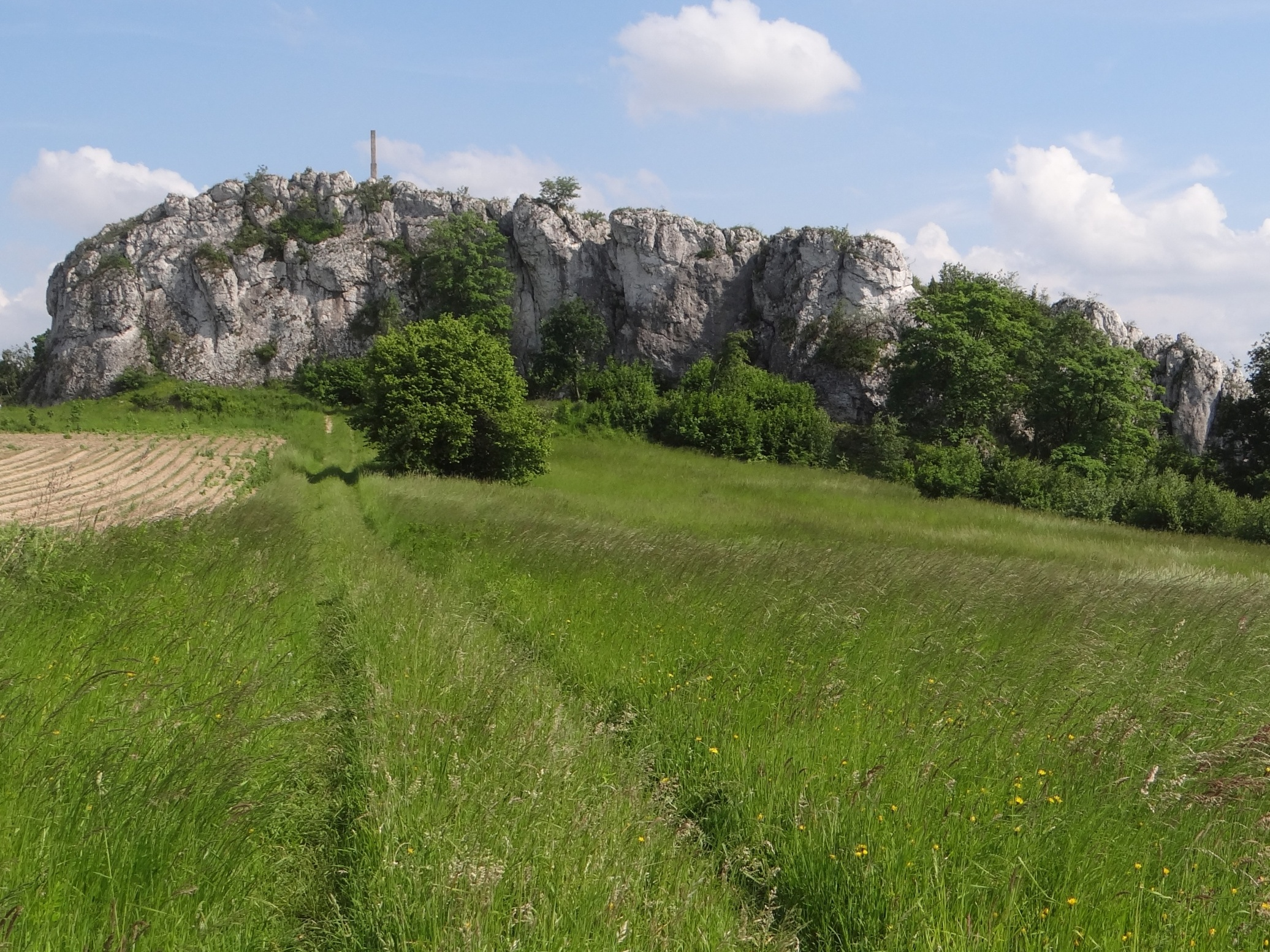
Widok od wschodu
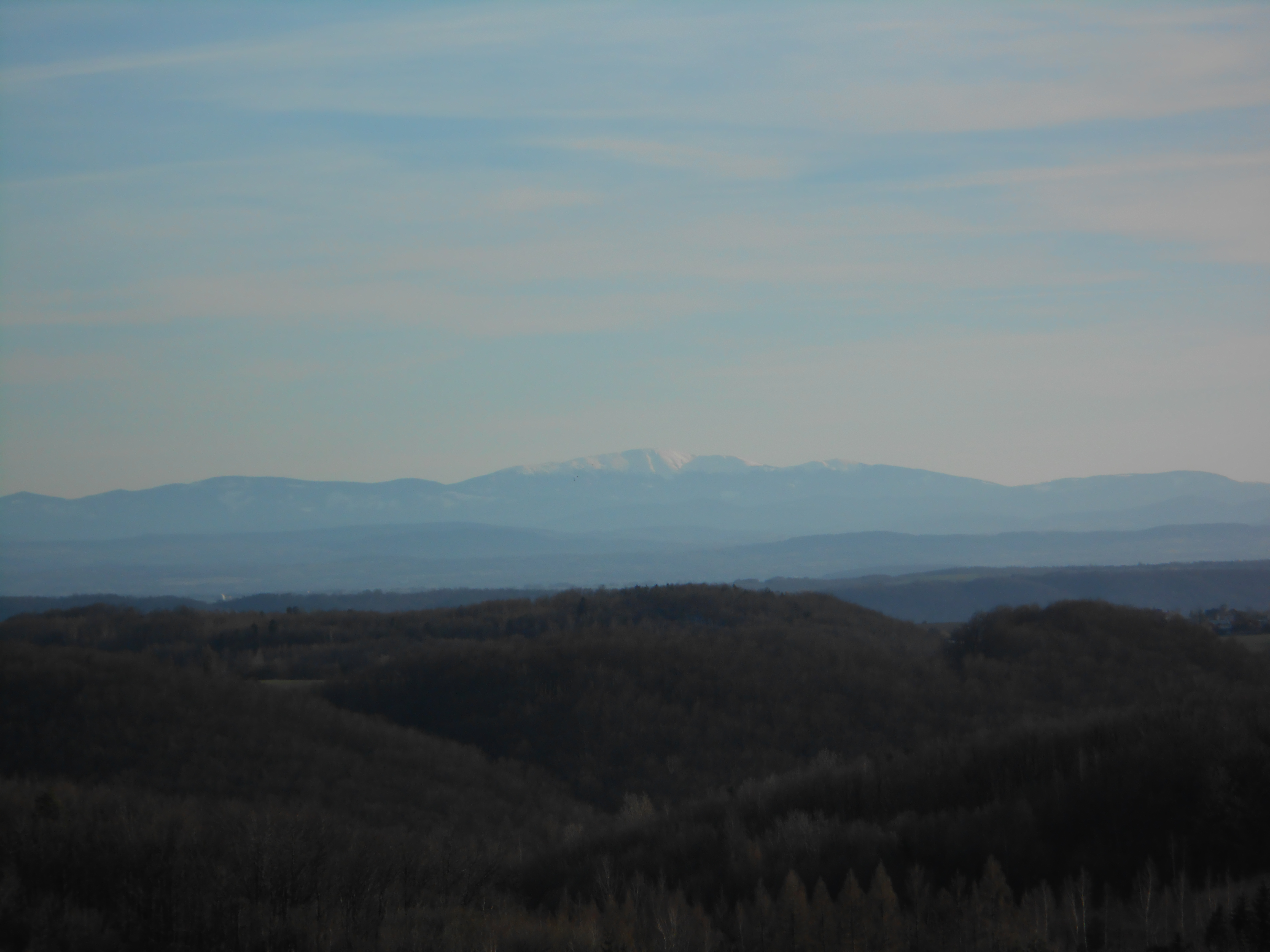
Widok na Babią Górę